# Begonia cavallyensis
Espèce
Begonia cavallyensis est une espèce de plantes de la famille des Begoniaceae.
L'espèce fait partie de la section Tetraphila.
Elle a été décrite en 1912 par Auguste Chevalier (1873-1956).

## Répartition géographique
Cette espèce est originaire des pays suivants : Cote D'Ivoire ; Ghana ; Guinée ; Libéria ; Sierra Leone.